# 趙修彬
趙修彬（チョ・スビン、朝鮮語: 조수빈、1981年 3月28日 〜 ）は、大韓民国の韓国放送公社 (KBS) 所属のアナウンサー。

## 学歴
- 1997年 〜 2000年、明徳外国語高等学校（朝鮮語版） 英語課 卒業
- 2000年 〜 2005年、ソウル大学校 経済学科、言語学科 (複数専攻) 学士

## 経歴
- 2005年 〜 2019년 : 31期 KBS 公開採用のアナウンサー (KBS江陵放送局 地域の勤務)

## 担当番組

### テレビ
- KBSニュース9 (ko:KBS 뉴스 9)（2008年11月17日 - 2012年7月、KBS 1TV）
- KBSニュース (930) (:ko:KBS 뉴스 (930))（2015年1月1日 〜 6月26日、KBS 1TV）